# Vékás Gusztáv
Vékás Gusztáv (Kolozsvár, 1940. november 12. – Budapest, 2015. április 21.) jogász, a Magyar Szabadalmi Hivatal volt elnökhelyettese, a Magyar Szellemitulajdon-védelmi Tanács volt elnöke, Vékás Lajos jogtudós testvére, a hazai iparjogvédelem kiemelkedő személyisége.

## Életpályája
Az ELTE Állam- és Jogtudományi Karán szerzett jogi diplomát 1965-ben. 1965 és 1968 között a Vasipari Kutató Intézetben dolgozott. 1968-tól az Országos Találmányi Hivatalban (1996-tól Magyar Szabadalmi Hivatalban) töltött be jogászi állásokat: jogi főelőadó, osztályvezető, majd főosztályvezető. 1990 és 2000 között a Hivatal elnökhelyettese volt. Ebben az időszakban nagy szerepe volt az iparjogvédelmi törvények előkészítésében, a törvényjavaslatok kidolgozásában. 1995 és 2000 között a Találmányi Szakértői Testület elnöki posztját töltötte be. A Magyar Szellemitulajdon-védelmi Tanácsnak megalakulásától, 2001. január 1-jétől 2003. augusztus 31-ig volt az elnöke. Nyugállományba vonulását követően is jelentős publikációs, oktatási és szakértői tevékenységet folytatott.

## Főbb művei
- Az iparjogvédelem szakembereiről. A magyar iparjogvédelem 75 éve, OTH, 75. old. (1971)
- Iparjogvédelmi Kézikönyv (társszerkesztő, Budapest, 1994)
- Magyar polgári jog – Szellemi alkotások joga (társszerző, 2006)
- 10 éves a védjegytörvény (Védjegyvilág, 2007)

## Díjai, elismerései
- Országos Találmányi Hivatal Arany Emlékérme (1991)
- Magyar Köztársasági Érdemrend Tisztikeresztje (1996)
- Bogsch Árpád Emlékérem (2010)[2]

## Külső hivatkozások
- Bogsch Árpád Emlékérem